# Chlosyne mazarum
Chlosyne mazarum är en fjärilsart som beskrevs av Miller och Bernard Rotger 1979. Chlosyne mazarum ingår i släktet Chlosyne och familjen praktfjärilar. Inga underarter finns listade i Catalogue of Life.